# Napkor
Napkor è un comune dell'Ungheria di 3 789 abitanti (dati 2001). È situato nella contea di Szabolcs-Szatmár-Bereg.